# José Martínez González
José Martínez González, noto anche come Pepe Martínez, (El Arenal, 29 maggio 1953 – Puebla de Zaragoza, 14 febbraio 1981), è stato un calciatore messicano, di ruolo centrocampista.

## Biografia
Nato a Santa Cruz del Astillero, sobborgo del municipio di El Arenal, nello stato di Jalisco, Messico, divenuto calciatore ha giocato nel Chivas.
Il 14 febbraio 1981 il pullman della sua società su cui viaggiava insieme ai compagni di squadra fu travolto da un rimorchio, causandone la morte.

## Carriera
Pepe Martínez ha militato per tutta la sua carriera nel Club Deportivo Guadalajara, società in cui entrò nelle giovanili all'età di 14 anni.
In undici stagioni di militanza con il Chivas ha giocato 252 partite in campionato, segnando 36 reti.